# Pandemia de COVID-19 en Nueva York
El primer caso de la pandemia de Covid 19 en Nueva York, estado de los Estados Unidos, se inició el 1 de marzo de 2020. Hay 351.371 casos confirmados, 61.381 recuperados y 22.729 fallecidos.

## Origen
El análisis genético confirmó que la mayoría de los casos del virus tenían mutaciones que indicaban un origen europeo, lo que significa que los viajeros que volaban a la ciudad de Nueva York desde Europa trajeron el virus. Dos estudios independientes llegaron a esta conclusión. A los estadounidenses que visitaron Italia a fines de febrero y regresaron a Nueva York el 1 de marzo no se les preguntó en la aduana si habían pasado tiempo en el país alpino, a pesar de que el Departamento de Estado había instado a los estadounidenses a que no viajasen a Italia el 29 de febrero (el mismo día que Italia informó 1.100 casos de COVID-19). A una estadounidense que pasó meses en Milán y regresó al Aeropuerto Internacional John F. Kennedy de Nueva York el 3 de marzo solo se le preguntó si había estado en China o Irán; el mismo día, Italia notificó 2.200 casos de COVID-19. Según los modelos estadísticos, la ciudad de Nueva York ya tenía 600 casos de COVID-19 a mediados de febrero, y hasta 10,000 casos para el 1 de marzo.

## Cronología

### Marzo
El 1 de marzo se produjo el primer caso confirmado de COVID-19 en el estado de Nueva York, una trabajadora de la salud de 39 años que vivía en Manhattan, que había regresado de Irán el 25 de febrero sin síntomas en ese momento. Ella se fue a casa aislada con su esposo.
El 7 de marzo, el gobernador Andrew Cuomo declaró el estado de emergencia en Nueva York después de que se confirmaron 89 casos en el estado, 70 de ellos en el condado de Westchester, 12 en la ciudad de Nueva York y 7 en otros lugares.
El 8 de marzo, el estado reportó 16 nuevos casos confirmados y un total de 106 casos en todo el estado. La ciudad de Nueva York emitió nuevas pautas para viajeros en medio del brote actual, pidiendo a las personas enfermas que permanezcan fuera del transporte público, alentando a los ciudadanos a evitar autobuses, trenes subterráneos o trenes densamente poblados.
El 14 de marzo, ocurrieron las dos primeras muertes en el estado. Una mujer de 82 años en Brooklyn con enfisema preexistente murió en el hospital. Una persona de 65 años con otros problemas de salud importantes que no había sido examinada previamente para COVID-19 murió en su casa en Suffern, Condado de Rockland. También se anunció que tres personas en el condado de Erie dieron positivo por COVID-19. Los condados de Orange, Dutchess y Ulster cerraron todas sus escuelas.
El 26 de marzo, Cuomo anunció que el estado permitiría que dos pacientes compartan un ventilador usando una técnica que él llamó "división", donde se agregaría un segundo conjunto de tubos al ventilador. Los pacientes con COVID-19 necesitan ventiladores entre 11 y 21 días, mientras que en circunstancias normales los pacientes generalmente solo los requieren durante tres o cuatro días. También dijo que el estado estaba considerando convertir máquinas de anestesia para usarlas como ventiladores. Entre el 25 y el 26 de marzo, hubo 100 muertes en todo el estado, y el número de pacientes hospitalizados aumentó en un 40 por ciento en la ciudad de Nueva York.

### Abril
El 9 de abril se aclaró que algunas empresas eran esenciales en todo o en parte: Servicios quiroprácticos de emergencia; terapia ocupacional y física ,cuando se prescribe; paisajismo, realizado para mantenimiento y control de plagas pero no cosméticamente; diseño, impresión, publicación y señalización, en la medida en que esas actividades apoyen negocios esenciales; y transmisión remota de clases desde escuelas o gimnasios siempre que nadie asista a esas clases en persona.

### Mayo

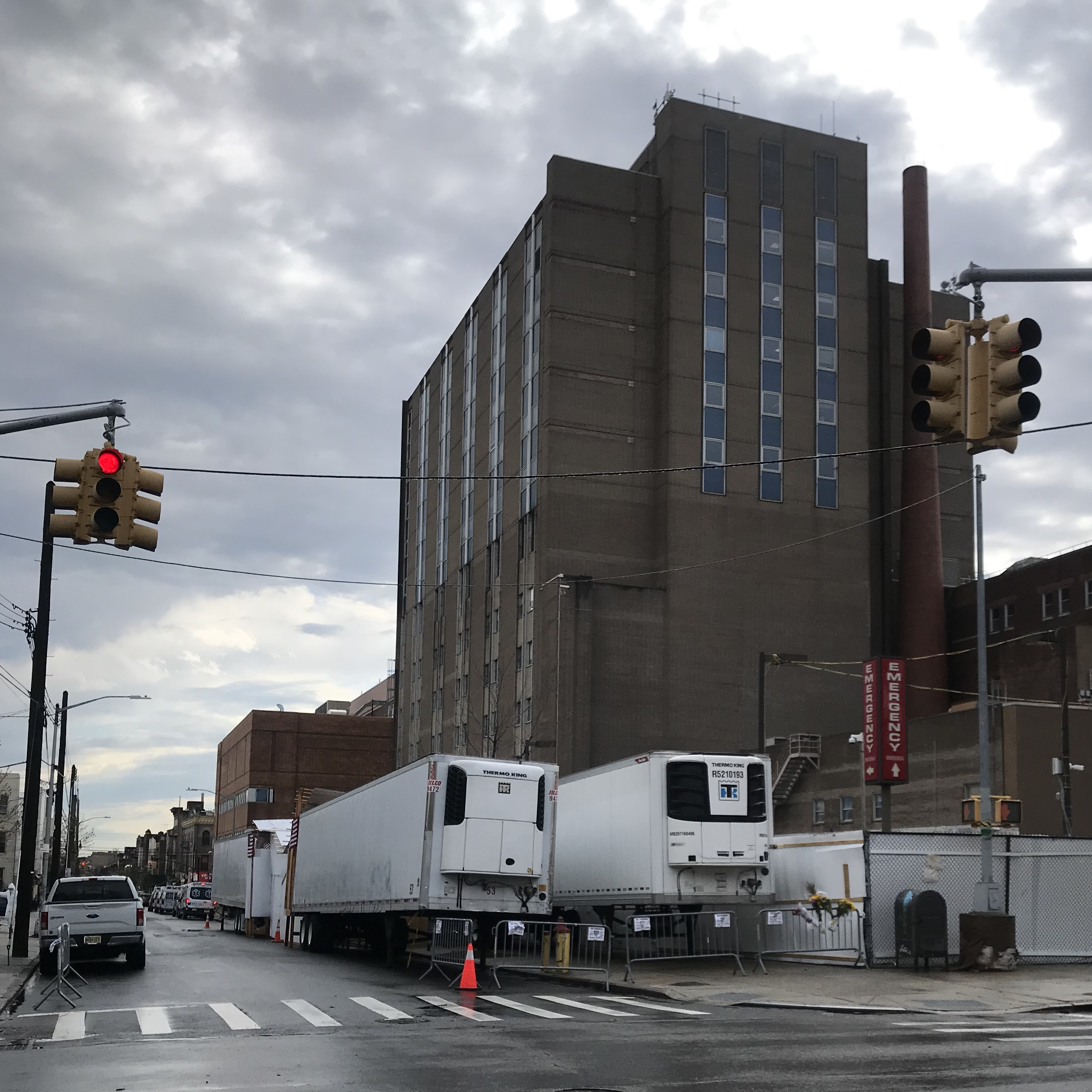
Morgues móviles refrigeradas en una calle de Nueva York.

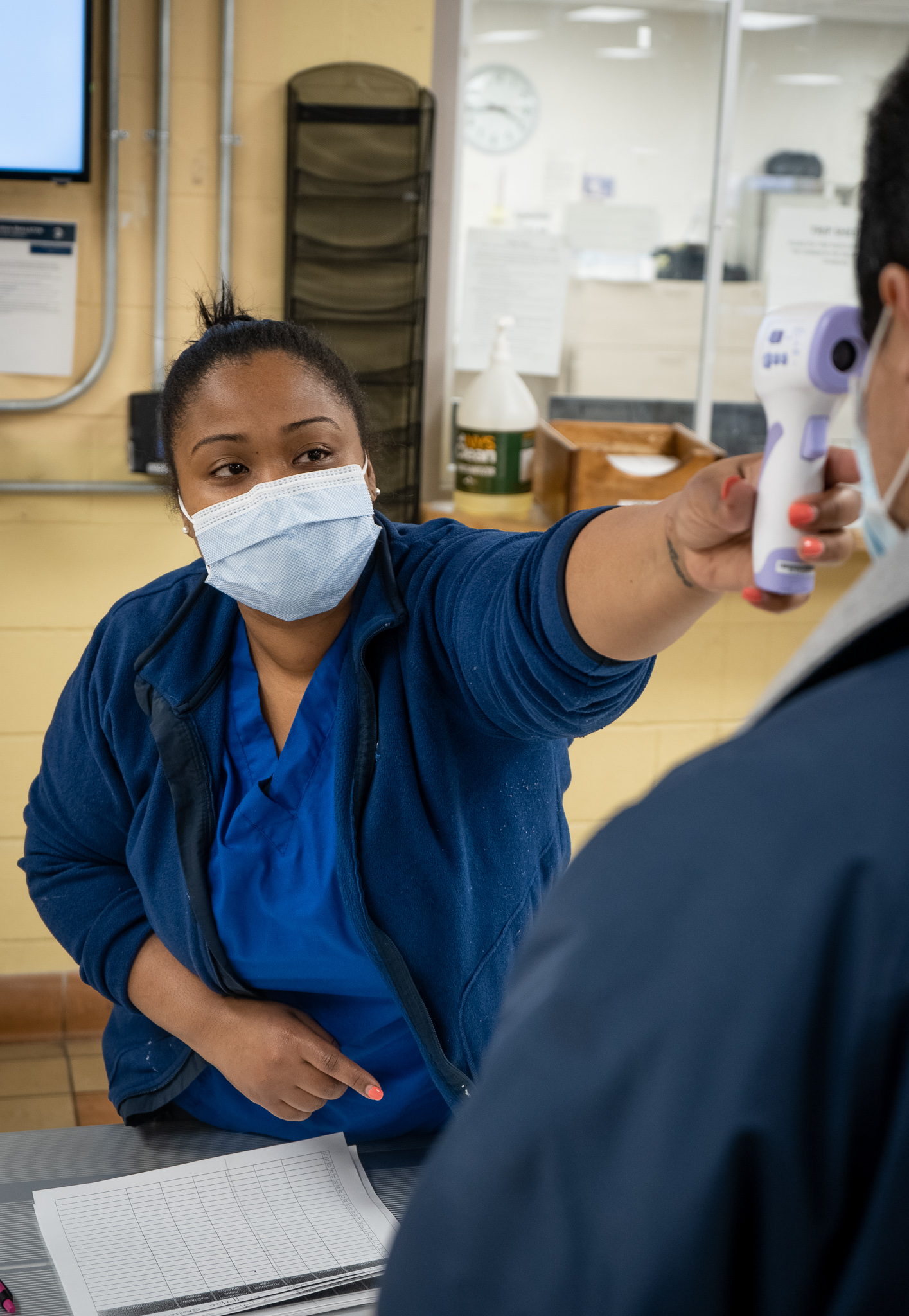
Tomando la temperatura

El 1 de mayo, Cuomo dijo que todas las escuelas y universidades permanecerían cerradas por el resto del año académico. Citó la dificultad de mantener el distanciamiento social entre los niños pequeños en la escuela primaria en particular, y ni siquiera estaba seguro de que las escuelas pudieran volver a los procedimientos completamente normales para septiembre.
El 15 de mayo, cinco regiones, Lagos Finger, Mohawk Valley, Southern Tier, North Country y Central New York, pudieron comenzar la fase 1 de reapertura. La Fase 1 permite la construcción, la fabricación, la agricultura, la silvicultura, la pesca y el comercio minorista selecto que puede ofrecer la recolección en la acera. Para que una región inicie la fase 1, debe cumplir con estas siete métricas:
- Disminución de 14 días en hospitalizaciones o menos de 15 hospitalizaciones nuevas (promedio de 3 días)
- Disminución de 14 días en muertes hospitalizadas O menos de 5 nuevas (promedio de 3 días)
- Nuevas hospitalizaciones: menos de 2 por cada 100,000 residentes (promedio móvil de 3 días)
- Proporción del total de camas disponibles (umbral del 30%)
- Proporción de camas disponibles en la UCI (umbral del 30%)
- 30 por 1,000 residentes evaluados mensualmente (promedio de 7 días de nuevas pruebas por día)
- 30 rastreadores de contacto por cada 100,000 residentes o para cumplir con la tasa de infección actual.

El 19 de mayo, Cuomo permitirá que el oeste de Nueva York comience la fase 1 de reapertura.

## Respuesta gubernamental

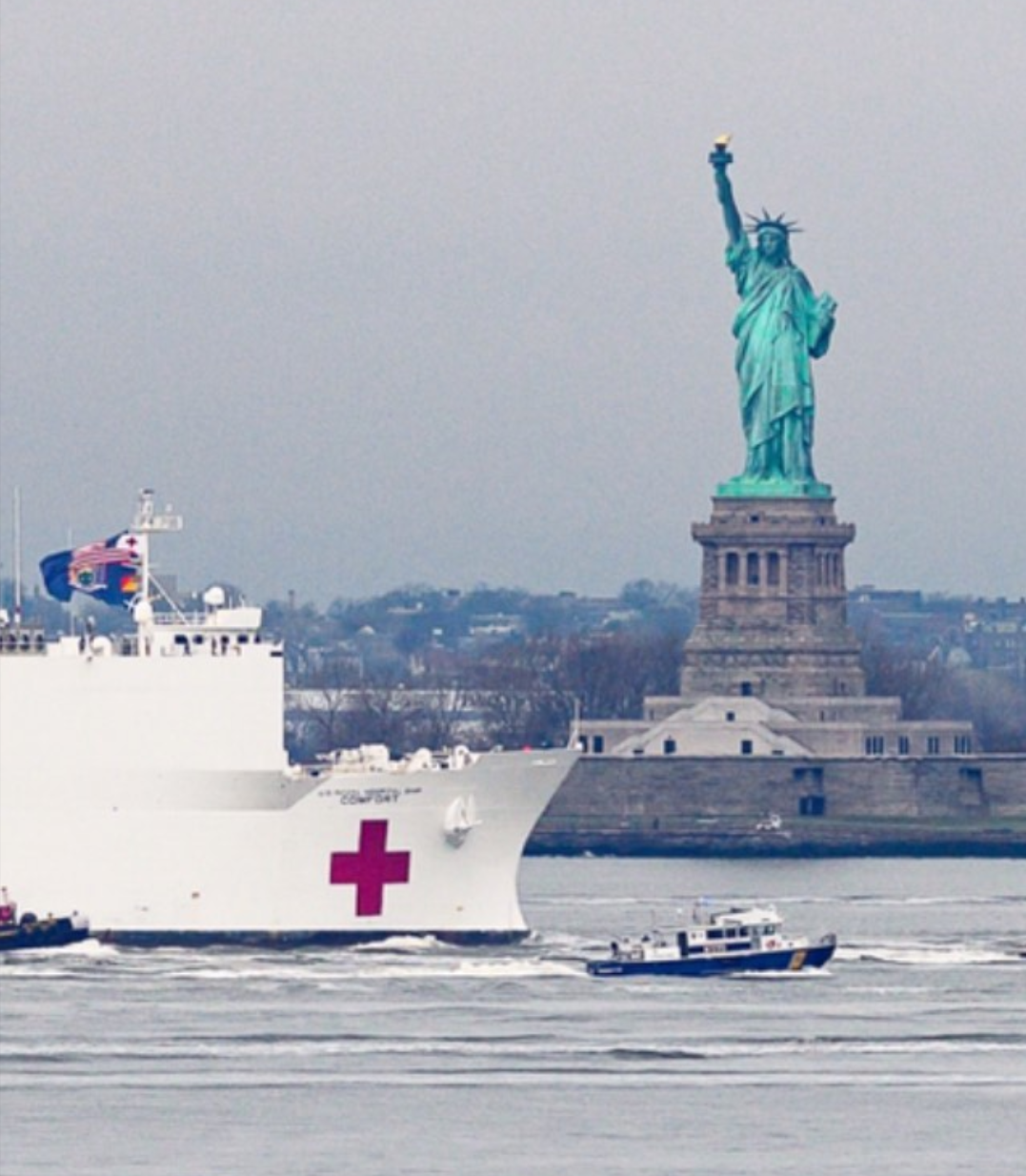
El barco hospital USNS Comfort de las United States Armed Forces en el Puerto de Nueva York frente a la estatua de la Libertad.

El 7 de marzo, el gobernador Andrew Cuomo declaró el estado de emergencia. Al día siguiente, el gobernador pidió pruebas al sector privado debido a que la demanda supera la capacidad pública. El gobernador también  pidió a los Centros para el Control y la Prevención de Enfermedades (CDC) que aprueben las pruebas privadas y las pruebas automatizadas. Respondiendo al apuro por la compra de desinfectantes para manos en el estado y reportando un aumento de precios, Cuomo reveló el 9 de marzo que el estado comenzaría a producir sus propios desinfectantes para manos, fabricados por prisioneros en el sistema correccional del estado.
Varias escuelas y distritos escolares anunciaron cierres o modificaciones de horarios antes del 8 de marzo debido al virus. Además, todos los viajes escolares fueron cancelados para aquellos en la ciudad de Nueva York.
Cuomo en abril ordenó algunos gestos simbólicos de recuerdo y apoyo. Todas las banderas en los edificios del gobierno estatal se izarán a media asta mientras dure la orden de quedarse en casa en memoria de los neoyorquinos que han muerto por COVID-19. El 9 de abril, los puentes Kosciuszko y Tappan Zee se iluminaron en azul, junto con la torre del One World Trade Center y los estacionamientos en el Aeropuerto LaGuardia, para honrar a los trabajadores de la salud que tratan a pacientes en riesgo de su propia salud y vida. El gobernador también ordenó al Departamento de Trabajo del estado que ponga $ 600 adicionales disponibles en beneficios de desempleo para los neoyorquinos. La Ley CARES federal había autorizado fondos federales para que los estados complementaran sus beneficios de desempleo, pero aún no se habían desembolsado a los estados, y Cuomo quería que los neoyorquinos tuvieran ese dinero lo antes posible. Los beneficios también se extenderán otras 13 semanas, hasta un total de 39.
El 15 de abril, Cuomo firmó una orden ejecutiva que requiere que todos los residentes del estado de Nueva York usen mascarillas o cubiertas en lugares públicos donde no es posible el distanciamiento social.
El 16 de abril, el gobernador de Nueva York, Cuomo, extendió el orden de permanencia en el hogar y el cierre de escuelas hasta el 15 de mayo, en medio de signos de que la tasa de hospitalizaciones disminuyó lentamente. Advirtió que cualquier cambio en el comportamiento podría reavivar la propagación del coronavirus.
Cuomo anunció el 22 de abril que el estado comenzaría un programa de búsqueda de contactos en coordinación con Nueva Jersey y Connecticut como un paso preliminar para cualquier aflojamiento de la orden de quedarse en casa. La Escuela de Salud Pública Bloomberg de Johns Hopkins desarrollará un plan de estudios en línea que se utilizará para capacitar a 35,000 estudiantes en medicina y campos relacionados en las escuelas SUNY y City University of New York. Michael Bloomberg, exalcalde de la ciudad de Nueva York, ha contribuido con $ 10.5 millones para hacer posible el programa.